# Kalle
Kalle je česká alternativní hudební skupina, která získala žánrovou cenu Anděl v letech 2014 a 2017 v kategorii Alternativní hudba, udělovanou Akademií populární hudby. Její jméno pochází ze severštiny, přestože to ani nebylo původním cílem, ale název se skupině zalíbil.

## Historie
Veronika Buriánková a David Zeman spolu tvoří v různých formách a formacích od roku 2007. Skupina vznikla v roce 2013 jako vedlejší projekt ke kapelám Nod Nod a Veena. Debutové album Live from the Room bylo nejprve nahráno na magnetofonový pás pomocí čtyřstopého magnetofonu. V roce 2014 pak vydáno na gramofonové desce. V roce 2014 byla kapela nominována na desku a objev roku v soutěži Vinyla 2014.
Kapela vyhrála žánrovou cenu Anděl za rok 2014 v kategorii Alternativní hudba.

V listopadu 2017 vydala skupina nové album Saffron Hills. Album bylo nahráno na osmistopý magnetofon. Obsahuje devět skladeb, kde je většina hudby tvořena za použití elektrické kytary s efekty, analogového bubnu, casiotone kláves a akustické kytary. Album bylo nominováno na cenu Vinyla 2017.
Kapela dostala cenu Anděl 2017 za jejich druhé album Saffron Hills v kategorii Alternativa.
V roce 2020 kapela vydala EP o šesti nových písních nahrané akustickou kapelou.

## Nástrojové obsazení
- Veronika Buriánková (vokály, texty, bicí, klávesy)
- David Zeman (kytara, vokály, bicí, klávesy, syntetizátor)

## Diskografie
- Live from the Room, 2014
- Saffron Hills, 2017
- Songs with the Acoustic Band, 2020
- Under the Black Moss, 2022